# Voluntari
Voluntari – miasto w Rumunii, w okręgu Ilfov. Liczy 33.050 mieszkańców (2009).